# Modern Sounds in Country and Western Music
Albums de Ray Charles
The Genius after Hours
(1961) Modern Sounds in Country and Western Music volume 2
(1962)
Modern Sounds in Country and Western Music est un album de Ray Charles. Enregistré à l'époque où l'artiste accomplit un périlleux virage de genre, il fera vite office de chef-d'œuvre de réconciliation entre le rhythm and blues, la country et la pop. 
Il est placé en 105e position dans la liste du magazine Rolling Stone des 500 plus grands albums de tous les temps, il est cité dans l'ouvrage de référence de Robert Dimery Les 1001 albums qu'il faut avoir écoutés dans sa vie, ainsi que dans de nombreuses autres listes.
Tous les morceaux sont des reprises à l'exception du titre Careless Love. 
Un deuxième volume sera commercialisé 6 mois plus tard.

## Liste des pistes
| No  | Titre                                     | Auteur                       | Durée |
| --- | ----------------------------------------- | ---------------------------- | ----- |
| 1.  | Bye Bye Love                              | Felice et Boudleaux Bryant   |       |
| 2.  | You Don't Know Me                         | Eddy Arnold & Cindy Walker   |       |
| 3.  | Half as Much                              | Curley Williams              |       |
| 4.  | I Love You So Much It Hurts               | Floyd Tillman                |       |
| 5.  | Just a Little Lovin' (Will Go a Long Way) | Eddy Arnold & Zeke Clements  |       |
| 6.  | Born to Lose                              | Frankie Brown                |       |
| 7.  | Worried Mind                              | Ted Daffan & Jimmie Davis    |       |
| 8.  | It Makes No Difference Now                | Floyd Tillman & Jimmie Davis |       |
| 9.  | You Win Again                             | Hank Williams, Sr.           |       |
| 10. | Careless Love                             | Ray Charles                  |       |
| 11. | I Can't Stop Loving You                   | Don Gibson                   |       |
| 12. | Hey, Good Lookin'                         | Hank Williams, Sr.           |       |